# Juin 2023
Juin 2023 est le sixième mois de l'année 2023.

## Environnement
En raison du réchauffement climatique, ici encore accentué par le début d'un phénomène El Niño, juin 2023 est alors le mois de juin le plus chaud jamais enregistré (dépassant celui de juin 2019) avec une température supérieure de 0,5 °C au-dessus de la moyenne de la période 1991-2020, en ce qui concerne les températures de l'air et de la surface des océans. Ceci se traduit entre autres par l'ampleur des feux de forêt au Canada ce mois-ci (en Nouvelle-Écosse, en Alberta et au Québec), permis par l'assèchement de la végétation.
Il est également le premier d'une longue série de mois à dépasser les +1.5°C par rapport aux périodes de références pré-industrielles (mensuelles et annuelle) de 1850-1900, qui verra entre autres le mois de juin 2024 être encore plus chaud que lui, alors même que la formation d'un phénomène de Niña en 2024 aurait dû rendre juin 2024 plus froid que juin 2023. Ce phénomène est dû à un réchauffement inédit des océans, qui absorbent 90% de la chaleur émise par l'activité humaine, entraînant sur la durée une augmentation de la température moyenne mondiale.

## Événements
- 28 mai au 3 juin : Jeux des petits États d'Europe à Malte.
- 30 mai au 3 juin : 8e édition de la Coupe du monde de basket-ball 3×3.
- 20 mai au 11 juin : coupe du monde de football des moins de 20 ans en Argentine.
- 28 mai au 11 juin : Internationaux de France de tennis à Paris.
- 1er juin : 
  - deuxième sommet de la Communauté politique européenne en Moldavie ;
  - la Corée du Sud abolit le système traditionnel d'âge Hanguk-nai et passe au système international ;
  - au Sénégal, neuf personnes sont tuées lors de manifestations à Dakar et à Ziguinchor, entre la police et les partisans du chef de l'opposition condamné Ousmane Sonko[3].
- 2 juin : en Inde, l'accident ferroviaire d'Odisha fait au moins 275 morts.
- 3 juin : trois soldats israéliens et un policier égyptien sont tués dans un échange de tirs près de la frontière égypto-israélienne, c'est le premier incident mortel entre les deux pays depuis plus d'une décennie[4].
- 3 et 4 juin : des inondations en Haïti font au moins 42 morts et 11 personnes disparues[5].
- 4 juin :
  - élections législatives en Guinée-Bissau ;
  - début des manifestations en Pologne.
- 6 juin :
  - élections législatives au Koweït ;
  - destruction du barrage de Kakhovka en Ukraine.
  - après deux ans de crise politique en Bulgarie, un gouvernement de technocrates est formé avec le soutien des deux principaux partis du pays.
- 10 juin : six civils et trois soldats sont tués et dix autres sont blessés par al-Shabaab dans un hôtel de Mogadiscio (Somalie), les sept assaillants sont également tués[6].
- 11 juin : élections législatives au Monténégro, le parti Europe maintenant ! arrive en tête des élections.
- 14 juin :
  - 12e session de l'élection présidentielle libanaise ;
  - en Grèce, 78 corps sont retrouvés après le naufrage d'un bateau de migrants qui transportait entre 450 et 700 personnes.
- 15 au 25 juin : 39e édition du championnat d'Europe féminin de basket-ball.
- 15 juin : au Canada, 16 personnes meurent après qu'un autobus est entré en collision avec un camion semi-remorque le long de la route transcanadienne près de Carberry, au Manitoba[7].
- 16 juin : au moins 41 personnes sont tuées  dans le massacre de l'école de Mpondwe en Ouganda[8].
- 18 juin :
  - votations fédérales en Suisse ;
  - référendum constitutionnel au Mali ;
  - dans l'Atlantique Nord, cinq personnes meurent dans l'accident du submersible Titan.
- 20 juin : au Honduras, une émeute dans une prison pour femmes fait 46 mortes et plusieurs blessés.
- 21 juin : en Chine, une explosion dans un restaurant de Yinchuan tue 31 personnes.
- 23 et 24 juin : le groupe Wagner entre en rébellion contre le gouvernement russe, puis renonce.
- 24 juin : élection présidentielle et élections législatives en Sierra Leone, Julius Maada Bio est réélu pour un deuxième mandat avec 56,17 % des voix.
- 24 juin au 16 juillet : 27e édition de la Gold Cup aux États-Unis et au Canada.
- 25 juin :
  - élections législatives en Grèce, le parti de droite Nouvelle Démocratie arrive largement en tête ;
  - élections législatives et élection présidentielle (1er tour) au Guatemala.
- 25-26 juin : élections régionales au Molise en Italie.
- 27 juin :
  - la mort de Nahel Merzouk lors d'un contrôle routier provoque des émeutes en France ;
  - l'Assemblée nationale de la Republika Srpska vote la suspension de toutes les décisions de la Cour constitutionnelle de Bosnie-Herzégovine, une décision qualifiée de « sécession légale » et de violation des accords de Dayton de 1995[9].
- 30 juin : un accident de la route fait moins 48 morts et 30 blessés sur la route reliant Kericho et Nakuru au Kenya[10].